# Questi giorni
Pour plus de détails, voir Fiche technique et Distribution.
Questi giorni est un film dramatique italien réalisé par Giuseppe Piccioni et sorti en 2016.

## Synopsis
Le film commence dans la ville provinciale  de Gaète dans laquelle vivent quatre filles, Catherine, Liliana, Anna et Angela, qui partagent leurs joies, leurs drames d'amour, leur deuils, d'une vie provinciale ordinaire. Elles sont plus unies par les habitudes établies que par leurs sentiments et leurs secrets.
Liliana, universitaire étudiant modèle, est très apprécié par le professeur Mariani avec qui elle prépare sa thèse, mais elle est malade d'un cancer. Mais elle le cache à tout le monde, y compris sa mère, une femme apparemment frivole et désengagée qui travaille en tant que propriétaire d'un salon de coiffure que sa fille n'a jamais voulu utiliser. Anna est une violoniste sensible, doit participer à un ensemble prestigieux, a un petit ami et vient de découvrir qu'elle est enceinte. Catherine semble la plus déterminée et résolue, mais souffre d'un amour homosexuel jamais déclaré pour Liliana. Angela est en proie à une passion irresistible pour Valerio qui la trahit en permanence. C'est un medium qui lit l'avenir à travers les bougies allumées, y compris celui, sans espoir, de Liliana, mais elle souffre du syndrome de Cassandre.
Leurs certitudes commencent à s'évanouir quand elles décident d'accompagner Catherine qui, par son amie Mina qui réside déjà à Belgrade en Serbie, a la possibilité de travailler dans un hôtel international multi-étoilé. Le voyage se fera par la route. Liliana décide d'y participer en dépit de l'aggravation de son état de santé, en continuant de cacher son mal à  tous. Après la traversée en ferry, au Monténégro elles acceptent de s'arrêter dans un camping où Anna et Angela ont une aventure éphémère avec quelques garçons serbes. Liliana tombe amoureuse d'un garçon de Belgrade, Milos, qui abandonne ses amis du camping et rejoint leur groupe en suscitant la perplexité de Angela, de Catherine et d'Anna, ce qui provoque une réaction de jalousie de Catherine qui à la première station-service le laisse là. On se rend compte qu'elle n'a pas osé déclarer, en présence d'amis, son amour pour Liliana.
Elle arrivent à Belgrade et Mina, l'amie de Catherine, fournit un hébergement de fortune chez elle. Elle se montre intime avec Catherine, montrant par là qu'il y avait autrefois une liaison entre elles. Liliana s'évanouit tout à coup, transportée à l'hôpital, le fait qu'elle est condamnée est révélé à tous. Cela provoque un changement dans leur vie. Anna retourne autonome en Italie, et décide de ne pas abandonner et reprendre l'étude du violon et d'avoir le bébé. Catherine est convaincue par Liliana de rester à Belgrade. La vie d'Angela reste apparemment la vie provinciale habituelle, mais maintenant les gens la croient, elle est prise au sérieux, et le film se termine avec des bougies de cire qui sont éteintes, une par une, par le souffle des amis restants.

## Fiche technique
- Titre : Questi giorni
- Réalisateur : Giuseppe Piccioni
- Scénario : Giuseppe Piccioni, Pierpaolo Pirone, Chiara Ridolfi
- Producteur : Matteo Levi, Verdiana Bixio
- Maison de production : 11 Marzo Film, Publispei, Rai Cinema, in associazione con Unicredit
- Photographie : Claudio Cofrancesco
- Montage : Alice Roffinengo
- Musique : Valerio C. Faggioni
- Scénographie : Giada Calabria
- Costumes : Emanuela Naccarati
- Distribution en Italie : BIM Distribuzione
- Date de sortie :
  - Italie : 15 septembre 2016

## Distribution
- Laura Adriani : Angela
- Margherita Buy : Adria
- Giulio Corso : Valerio
- Marta Gastini : Caterina
- Caterina Le Caselle : Anna
- Maria Roveran : Liliana
- Filippo Timi : professeur Mariani
- Sergio Rubini  : père de Angela

## Distinction
- Mostra de Venise 2016 : sélection officielle